# 成身院 (本庄市)
成身院（じょうしんいん）は、埼玉県本庄市にある真言宗豊山派の寺院。平等山成身院小平百体観音として児玉三十三霊場第1番札所となっている。

## 歴史
室町時代中期、足利持氏の開基である。元昭を開山として招聘し寺を創建した。しかし1617年（元和3年）の火災で古文書を失っているため、詳細な由来が不明となっている。

## 百体観音堂
当院には、「百体観音堂」という堂宇がある。福島県会津若松市の旧正宗寺三匝堂、群馬県太田市の曹源寺本堂とともに、「日本三大さざえ堂」の一つである。堂の内部が螺旋構造になっていることと、外観がサザエに似ていることから「さざえ堂」と呼ばれている。
1783年（天明3年）、浅間山の天明大噴火で、吾妻川に大量の土砂が流入、利根川流域に大洪水を引き起こし、多くの死者を出した。当院住職の元映は被災者の菩提を弔うための観音堂建立を発願した。そして1788年（天明8年）に遂に完成した。この観音堂には百体の観音像が安置された。この内60体が江戸からの寄進で、その内の2体は吉原遊廓からのものである。吉原の遊女の中には、被災地となった上野国（現・群馬県）出身者も多かったとみられている。
しかし、1888年（明治21年）の失火で全焼した。現在の堂は1911年（明治44年）に再建されたものである。

## 文化財

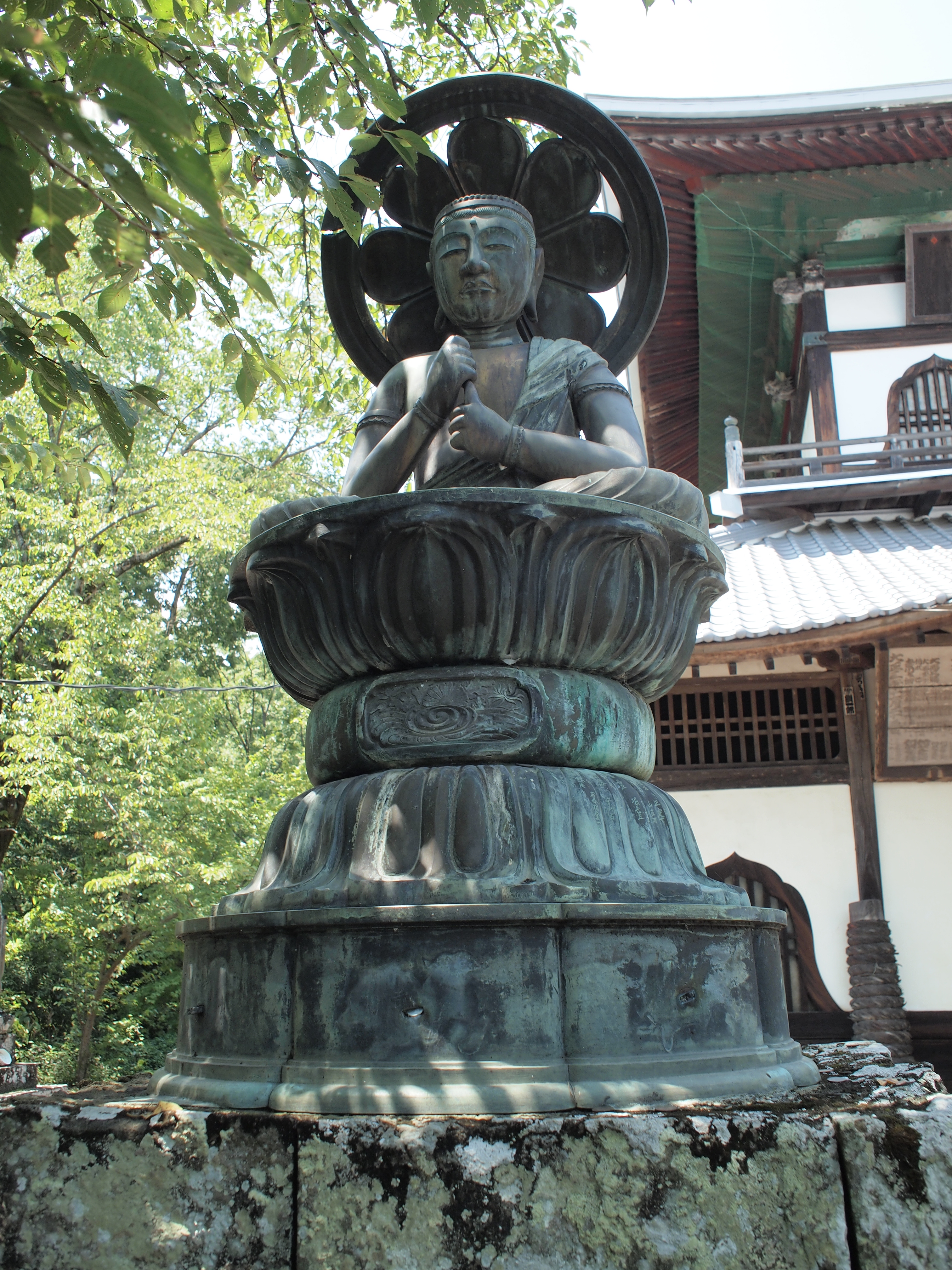
唐銅造大日如来坐像

- 成身院百体観音堂（本庄市指定有形文化財）[4]
- 成身院の三仏（本庄市指定有形文化財）[4]
- 唐銅造大日如来坐像（本庄市指定有形文化財）[4]

## 交通アクセス
- 児玉駅より徒歩44分。